# Dendrobium chrysanthum
Dendrobium chrysanthum är en orkidéart som beskrevs av Nathaniel Wallich och John Lindley. Dendrobium chrysanthum ingår i släktet Dendrobium, och familjen orkidéer. Inga underarter finns listade i Catalogue of Life.

## Bildgalleri

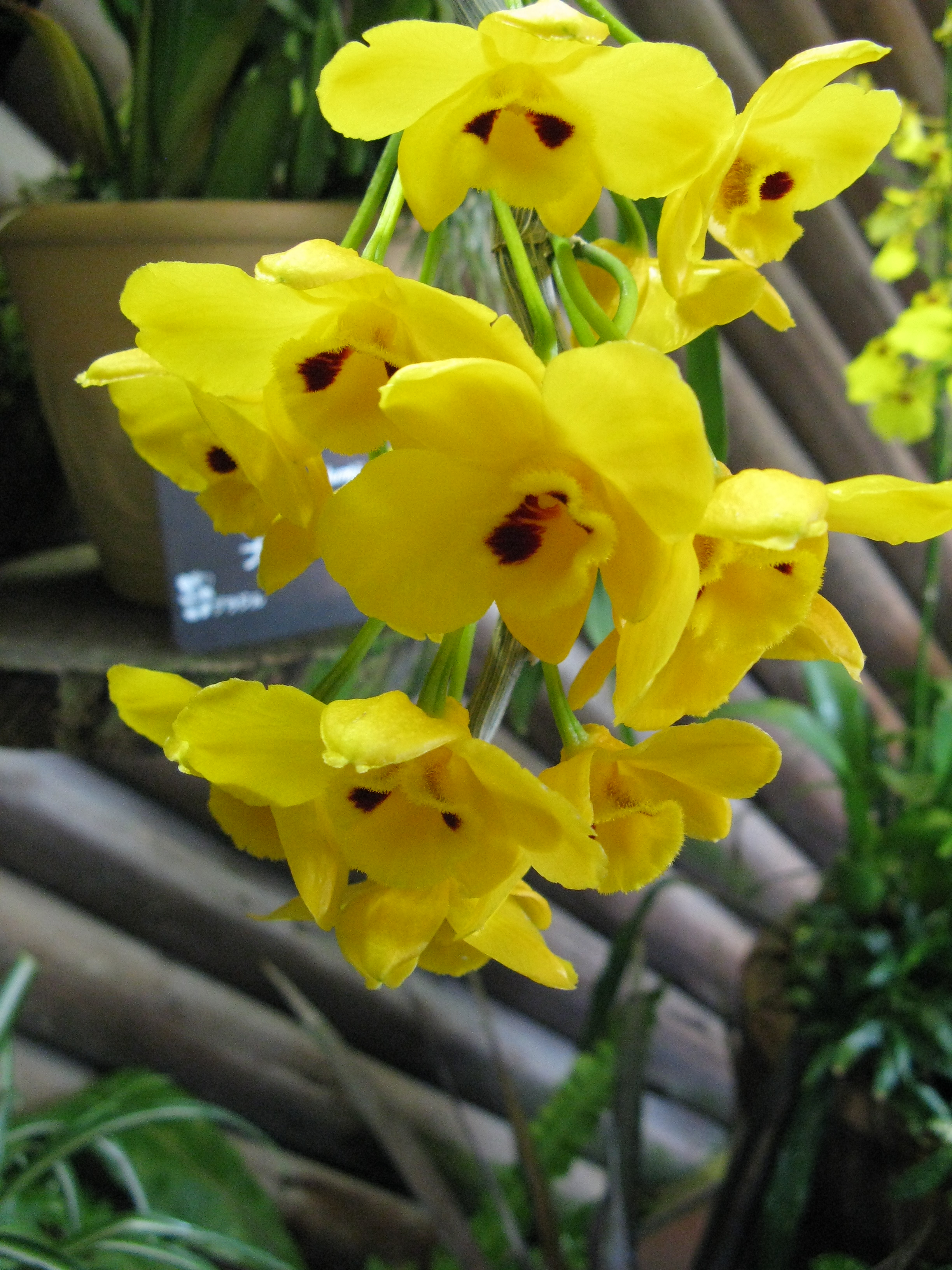
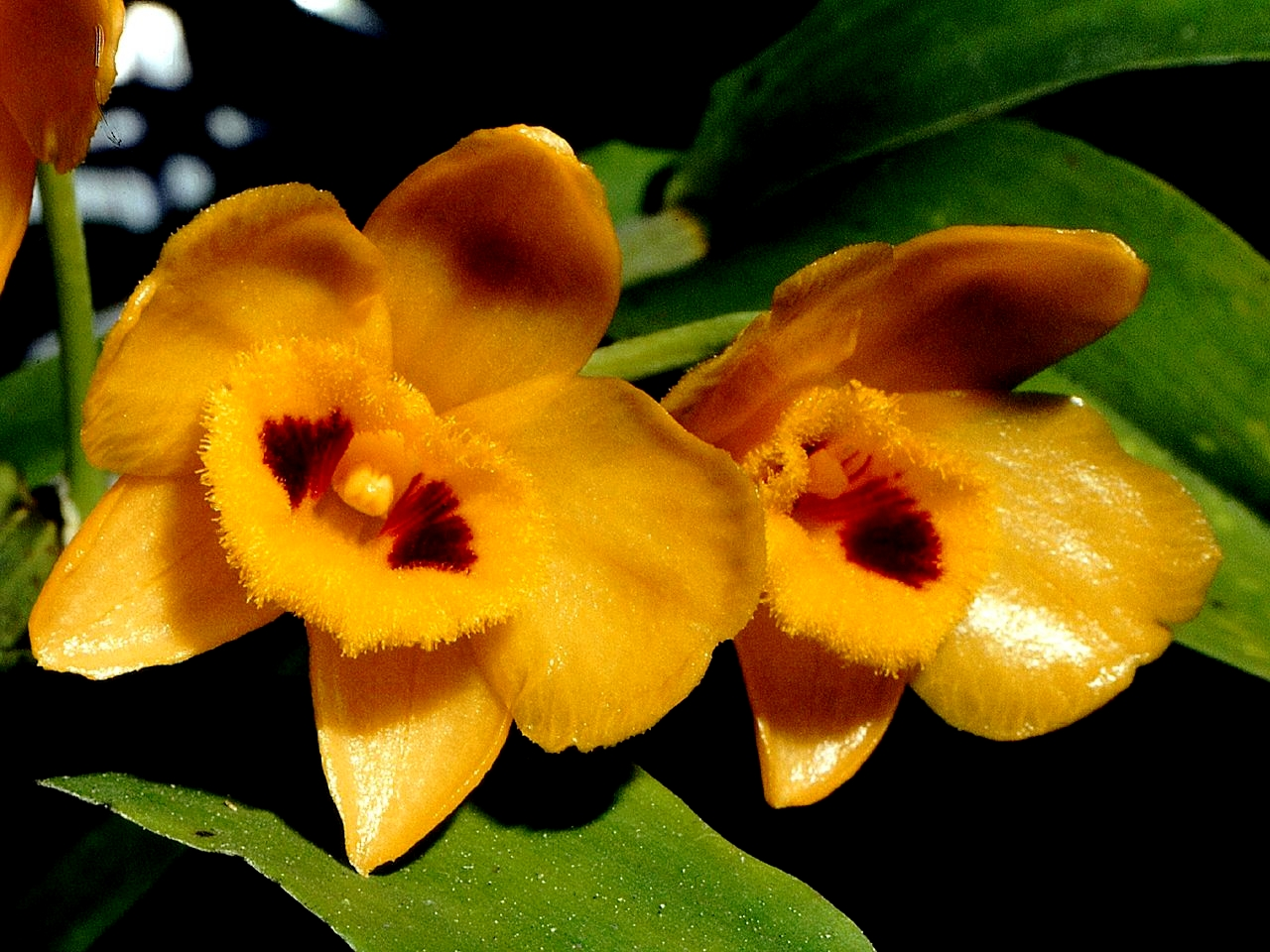
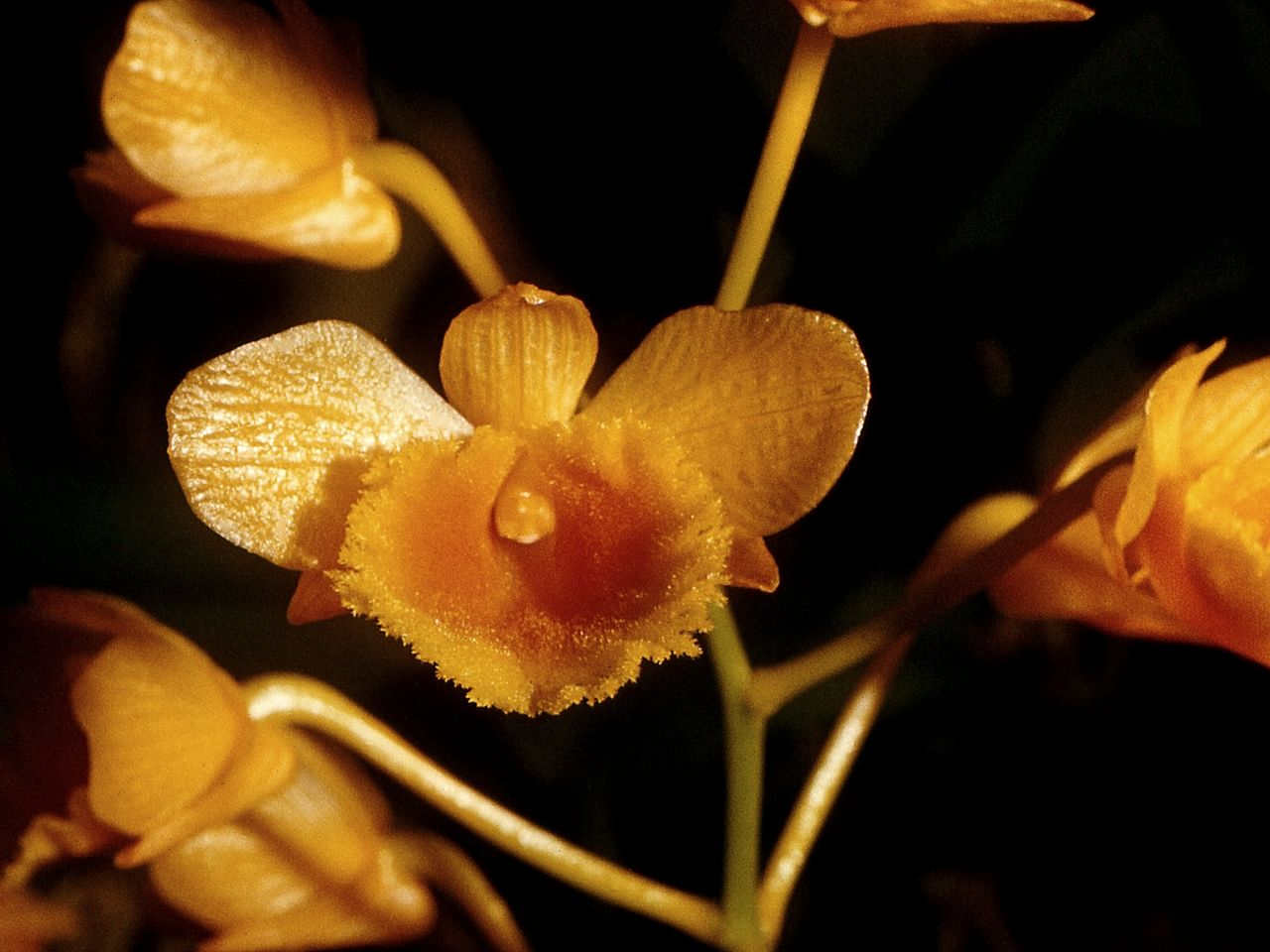
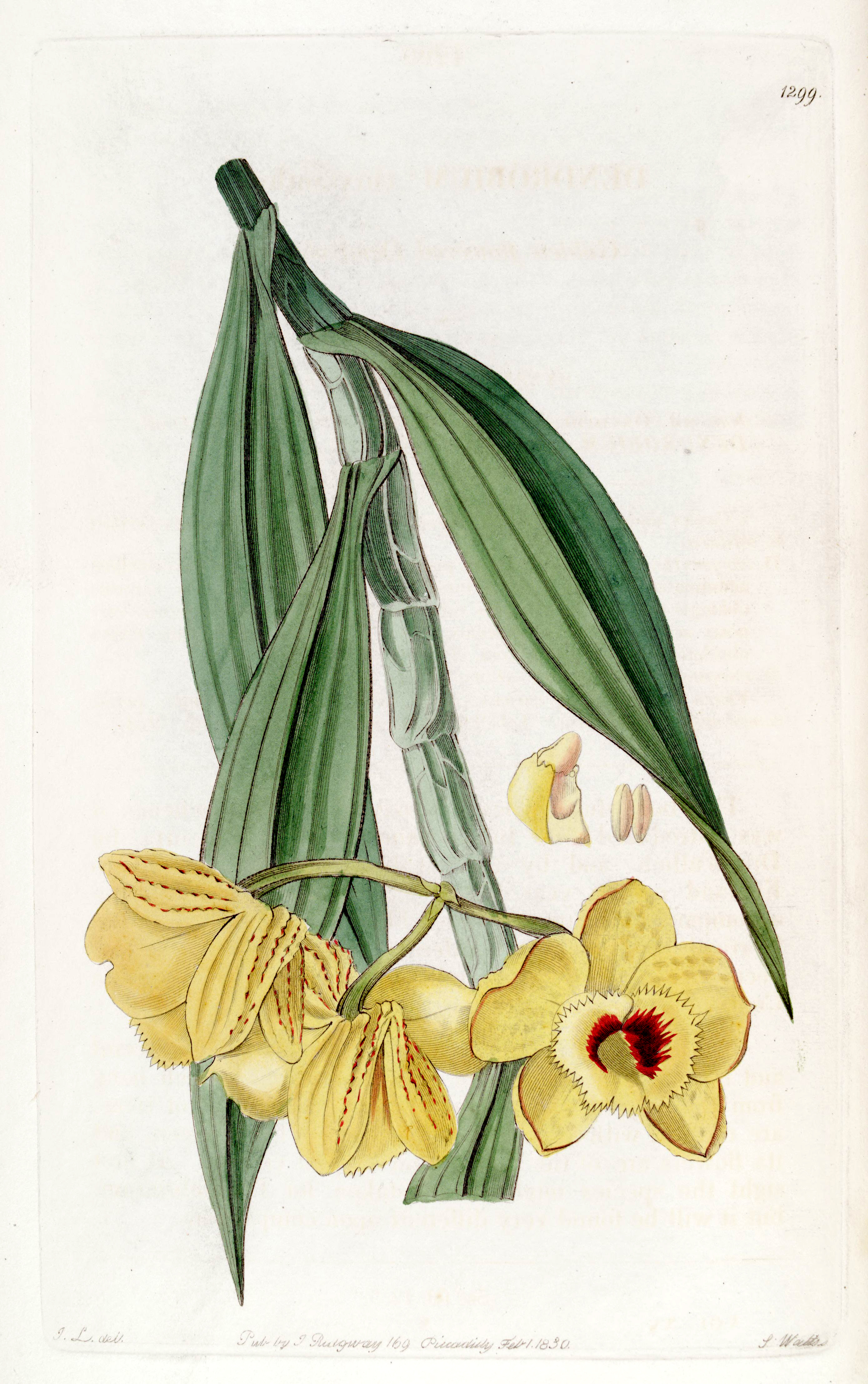